# Puerto de Furka

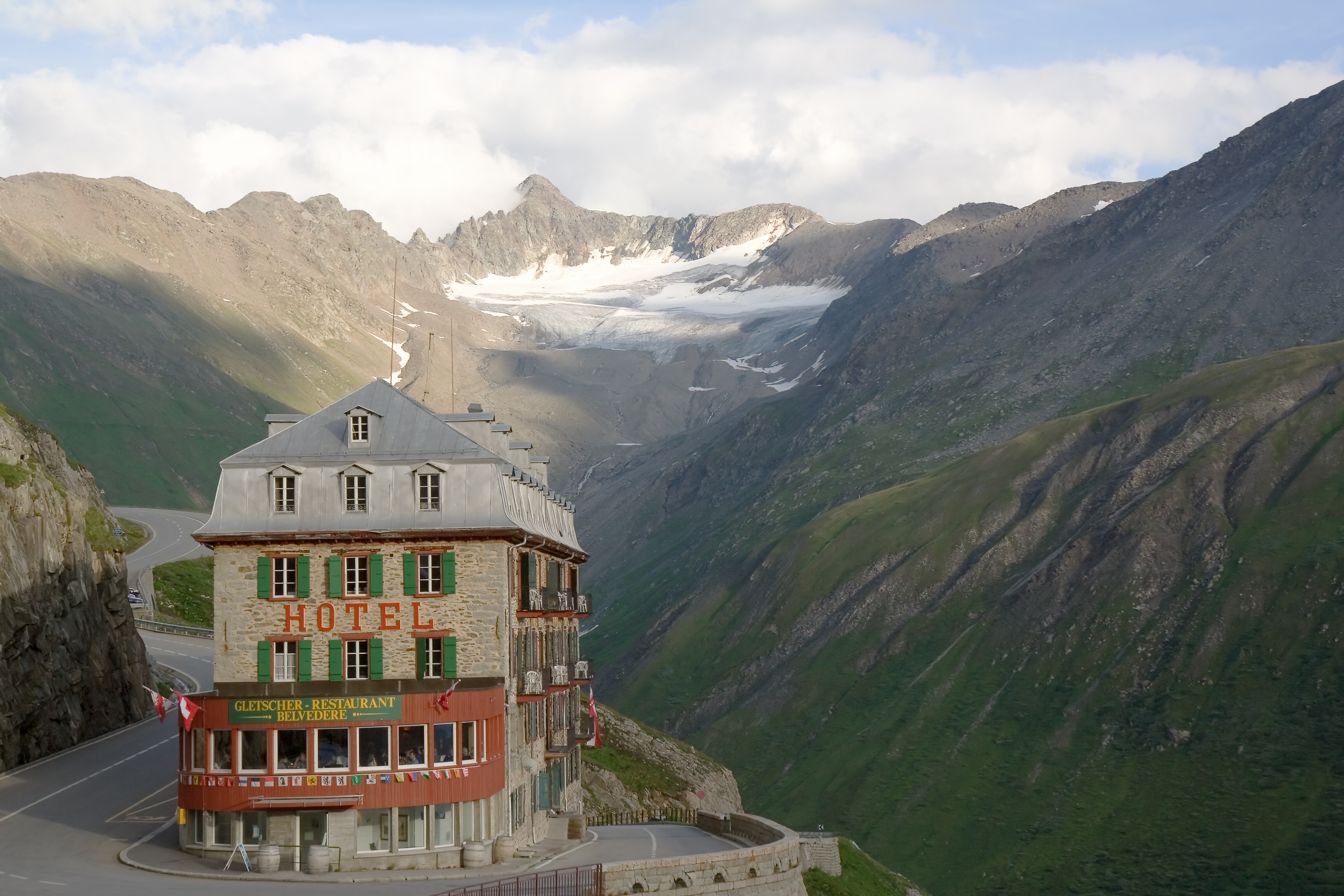
El ya abandonado Hôtel Belvédère en Furka.

El Puerto de Furka (en alemán Furkapass) es un puerto de montaña de 2.453 m s. n. m., emplazado en la zona central de los Alpes suizos, sobre la carretera nacional 19, y en su coronación delimita los cantones de Valais y de Uri. El nombre Furka procede del latín Furca, horca, palo con dos púas.
Pertenece este puerto de montaña a una de las rutas por carretera más famosas de los Alpes, en la que en un círculo se recorre además de este puerto de montaña, el Puerto de Grimsel y el Puerto de Susten, también de más de 2.000 m s. n. m. cada uno, y se circula por localidades turísticas como Andermatt, Gletsch, Hospental, etc.

## Historia
Este puerto de montaña ya se utilizaba en época romana. Había un camino de herradura por el que se transportaban a partir del siglo XIII sal, vino, pieles y cereales. A principios del siglo XIX el glaciar del Ródano llegaba hasta Gletsch. Entre 1864 y 1866 se construyó la carretera desde Hospental hasta Oberwald, de casi 40 km de longitud y una anchura mínima de 4,20 m. La Confederación cubrió dos tercios de los costes por razones militares. Por esta carretera circulaban al principio diligencias de correo y a partir de 1921 autobuses postales. En 1911 comenzó a construirse el ferrocarril del Furka, que se abrió al tráfico en 1925, pero que solamente podía circular durante los meses de verano. En 1982 entró en servicio el túnel de base ferroviario.

## Vertiente Oeste
Es un puerto de extraordinaria belleza y espectacularidad en la cara del Cantón del Valais o vertiente Oeste. Comienza el puerto en la localidad de Ulrichen, y tras pasar el cruce en Gletsch con el Puerto de Grimsel, se puede divisar perfectamente tanto la pared al subir del puerto de Grimsel como lo que queda de ascensión del Furka, con 7 curvas de 180 grados (curvas en herradura) sobre una pared totalmente vertical, y con la presencia perpetua del glaciar en donde nacen las aguas del Ródano y que discurren valle abajo camino del Lago Lemán, en el extremo opuesto del cantón. Es una subida espectacular, con porcentajes que llegan al 13% en algunos tramos, con un desnivel total de más de 1.400 m s. n. m., y que supone por los paisajes, amplitud de la carretera y afición de la zona, un paraíso para los ciclistas; cada año se celebra en agosto una prueba anual, Alpenbrevet  para aficionados que siempre incluye dicho puerto. Existen numerosos miradores y algún hotel (Belvedere) en la zona de las curvas herradura que hacen la subida más amena y con posibilidad de iniciar desde esos puntos diversas rutas a pie.
En la vertiente oeste se halla a 2.272 m s. n. m. el Hotel Belvedere, desde el cual se puede acceder al final del glaciar del Ródano.

## Vertiente Este
La subida por la vertiente Este es más corta en longitud y en desnivel a salvar (1000 m aprox.), y parte desde la planicie situada a unos 1.500 m s. n. m., donde se emplazan poblaciones de marcado carácter turístico - alpino como son Andermatt y Hospental.
Es una subida menos espectacular en paisajes, que destaca por un recorrido irregular y salpicado de muchas curvas en herradura, aunque el tramo de carretera es más estrecho, y peligroso, con quitamiedos que apenas cumplen su misión literal.

## Ferrocarril
Hasta 1981 circulaba por el puerto de Furka el ferrocarril Furka-Oberalp mediante un tramo de cremallera, que se cerraba en invierno, y un túnel construido en 1925 a 2.160 m de altitud, el más alto a través de los Alpes suizos. Cuando se abrió al tráfico el túnel de base ferroviario, se clausuró el tramo por la montaña. Los aficionados al ferrocarril consiguieron que no se desmontara la línea y desde 1992 se encargaron de que funcionara en un trecho el Dampfbahn Furka-Bergstrecke AG (ferrocarril a vapor por el tramo de montaña del Furka) y desde el 12 de agosto de 2010 por todo el recorrido.
Durante todo el año hay un servicio de transporte de automóviles entre Realp y Oberwald a través del túnel de base ferroviario.